# 남옹성 무인각석
남옹성 무인각석은 경기도 광주시 남한산성면에 있다. 조선 인조대 남한산성 수축 당시 남옹성 지역의 축성을 맡은 감독관, 목수와 장인의 이름을 새긴 돌이다.
2008년 4월 21일 광주시의 향토문화유산(기념물) 제5호로 지정되었다.

## 개요
남옹성 무인각석(戊寅刻石)은 1638년 남한산성 남옹성 수축을 담당한 감독관, 목수, 장인의 이름을 각자(刻字)한 돌로 총 105자가 기록되어 있다. 무인각석이라는 명칭은 비에 새겨진‘戊寅七月’이라는 수축 시기에서 딴 것이다. 책임자인 도청(都廳)은 광주부윤 홍전(洪瑑  1606~1665)이고, 별장(別將) 최만득(崔晩得), 영장(領將) 송효상(宋孝祥)과 감역관 3인, 목수 양남(梁男) 등 74명, 석수 강복(姜福) 등 13명, 야장(冶匠) 이기탄(李己嘆) 등 2명, 니장(泥匠) 김돌시(金乭屎) 등 7인이 성역에 참가한 것으로 나타난다.
남옹성은 돈대 아래 다시 돌출한 옹성을 두른 이중성 형태인데, 성문이 아닌 돈대를 감쌌기 때문에 엄밀한 의미에서는 옹성이라 하기 어렵다. 옹성 끝에 홍예문을 내어 사각의 성을 구축하고 3면에 포좌를 설치하였다. 무인비는 홍예문의 한쪽 벽에 세웠던 것이나 성벽이 무너지면서 함께 허물어져 방치되어 있었다. 비문의 글자는 상당히 마모된 상태이다.

## 참고 문헌
- 『인조실록』
- 『광주시 향토문화유산지정 조사보고서』(2007)